# Ziemia Sasinów

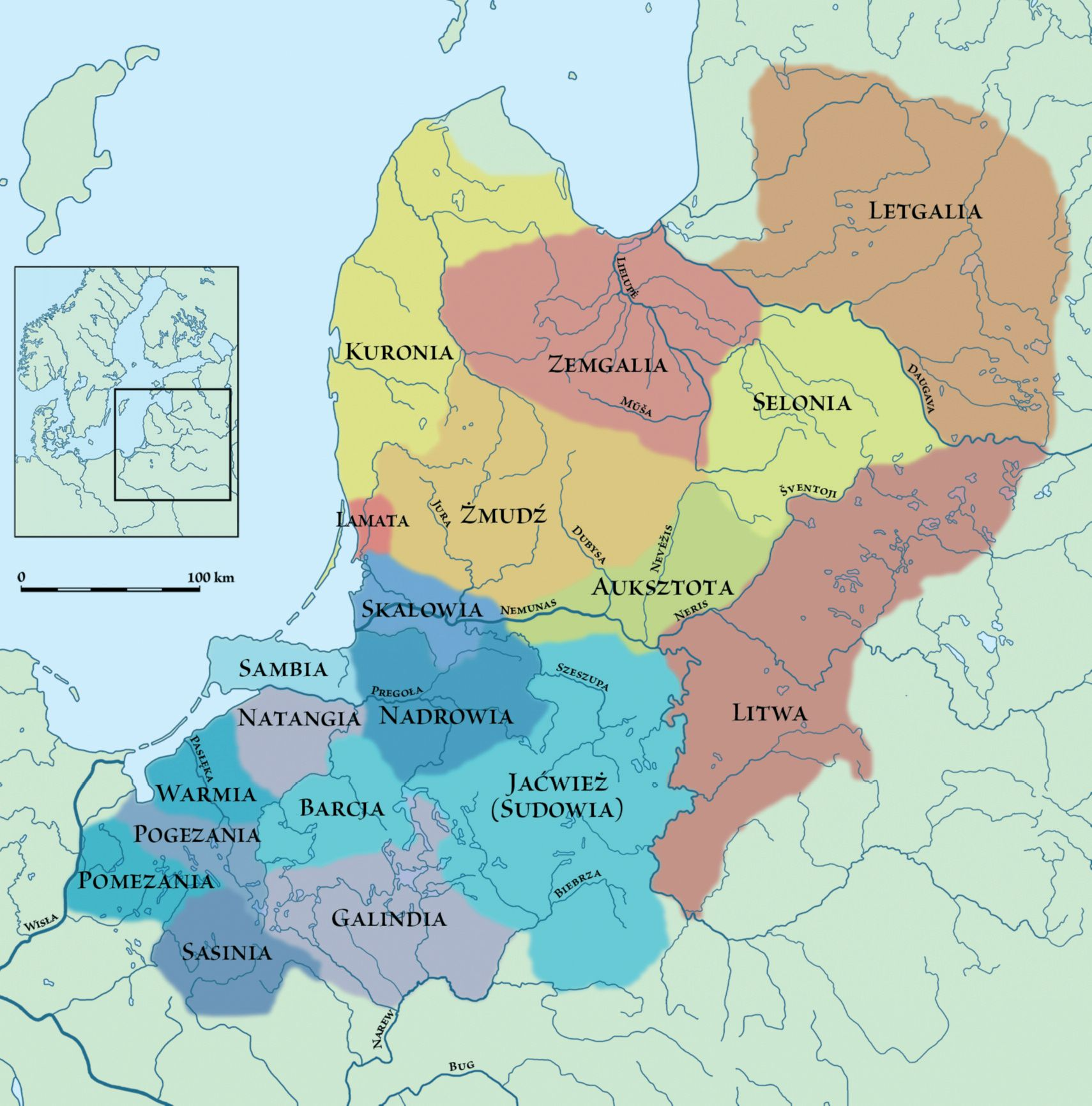
Mapa rozmieszczenia plemion bałtyjskich około 1200 roku

Ziemia Sasinów na mapie Prus.

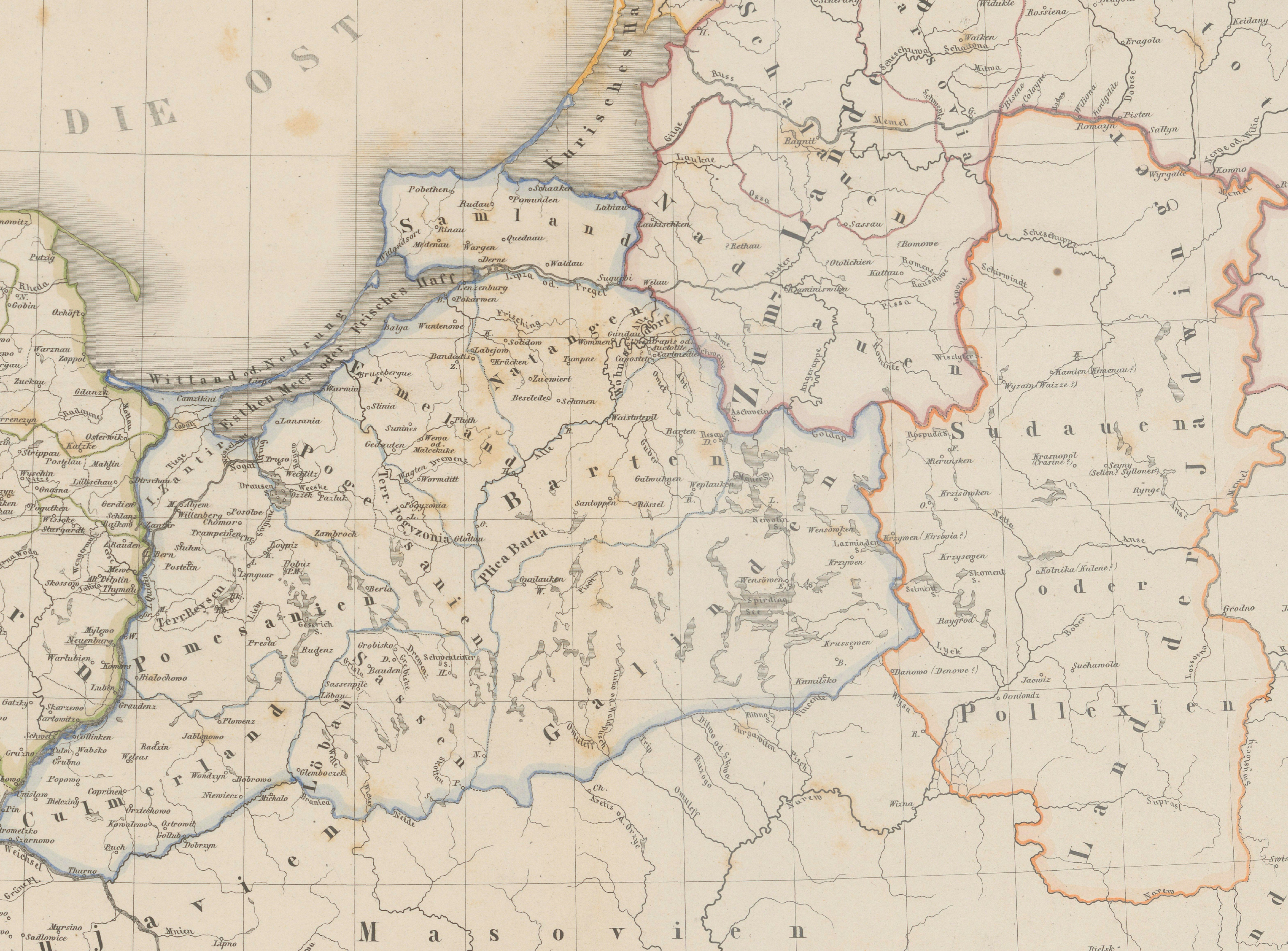
Prusy plemienne według Maxa Toeppena, 1858

Ziemia Sasinów, Ziemia sasińska, Sasinia (niem. Sassen, łac. Terra Sossinensia, lit. Sasna, prus. Sasnis) – kraina historyczna oraz terytorium plemienne, położone w południowo-zachodniej części Prus, zamieszkana przez plemię Sasinów.

## Etymologia
Nazwa Sasinii pojawiła się w dokumencie księcia łęczyckiego Kazimierza z 4 sierpnia 1257 r. w formie „[…] terre, que Sausin vulgariter nuncupatur ”, natomiast w dokumencie z 1263 r. w formie Sassin. Z kolei w tzw. dokumencie króla Przemysława Ottokara z 1267 roku występuje w wersji Soysim. Jej nazwa wywodzona jest od słowa sasnis, co w języku pruskim znaczyło „zając”.

## Położenie
Ziemia Sasinów obejmowała w przybliżeniu obszar Garbu Lubawskiego wraz z terytoriami nad rzekami: Drwęcą, Welem, Nidą, Omulew i Sawicą. Od wschodu graniczyła z Galindią, od północy z Pogezanią, na zachodzie z Pomezanią, na południowym zachodzie z ziemią chełmińską i z Mazowszem na południu. Obecnie jest to południowo-zachodnia część województwa warmińsko-mazurskiego. 

## Historia
Za czasów Bolesława Krzywoustego, a potem jego synów, na ziemię sasińską organizowano wyprawy krzyżowe i w tym też czasie powstały polskie grody, takie jak Klasztorek, Łanioch, Zwiniarz, Gutowo, Nowe Grodziczno, które miały zabezpieczać granicę z Sasinami. Chronologia grodów w północnej części Sasinii wskazuje, że tylko Domkowo wraz z osadą funkcjonowało w VII–XIII w. Natomiast ceramika z wczesnośredniowiecznych grodów w południowej Sasinii (Nowy Dwór, Tarczyny, Trzcin, Leszcz, a w drugiej fazie Kajkowo) uznawana jest za słowiańską. Na lewym brzegu środkowej Drwęcy do rzeki Wel od drugiej połowy X wieku powstawały słowiańskie skupienia osadnicze wokół grodów w Grążawach-Świeciu i Nielbarku. Dawniej sądzono, że centralnym punktem osadniczym plemienia Sasinów miał być gród w Zajączkach, jednak podczas ostatnich badań stwierdzono, że był to gród słowiański zniszczony w XIII wieku.
O strukturze terytorialnej plemiennej Sasinii nic bliższego nie wiadomo. Być może nawiązuje do niej podział administracyjny komturstwa ostródzkiego. Można przypuszczać, że w jej obrębie również występowały małe ziemie.
W walkach z Polakami ludność terytorium przetrzebiono tak bardzo, że w czasie podboju krzyżackiego w XIII wieku było ono prawie bezludne. Wkrótce stało się częścią ziem Zakonu Krzyżackiego, a później Prus książęcych, zaś resztki Sasinów zostały zasymilowane przez Lubawian i Mazurów. Ziemia Sasinów pokrywała się z południową częścią Prus Górnych oraz częściowo z ziemią lubawską.

## Miasta
Do miast leżących współcześnie na terenie Sasinii należą:
| Lp. | Miasto                | Populacja | Powierzchnia |
| --- | --------------------- | --------- | ------------ |
| 1.  | Ostróda               | 32 714    | 14,15 km²    |
| 2.  | Działdowo             | 21 370    | 11,47 km²    |
| 3.  | Nidzica               | 13 872    | 6,86 km²     |
| 4.  | Lubawa                | 10 269    | 16,84 km²    |
| 5.  | Nowe Miasto Lubawskie | 10 097    | 11,37 km²    |
| 6.  | Lidzbark Welski       | 7900      | 5,68 km²     |
| 7.  | Olsztynek             | 7677      | 7,69 km²     |
| 8.  | Wielbark              | 2911      | 1,84 km²     |
| 9.  | Miłomłyn              | 2449      | 12,38 km²    |

### Miasta zdegradowane
Do miast Sasinii (które jednak z różnych przyczyn utraciły status miasta) należą również:
| Lp. | Dawne miasto | Populacja | Prawa miejskie | Degradacja |
| --- | ------------ | --------- | -------------- | ---------- |
| 1.  | Kurzętnik    | 3065      | Około 1330 r.  | 1905 r.    |
| 2.  | Dąbrówno     | 1014      | 1326 r.        | 1946 r.    |